# Golden Gloves
Golden Gloves ist der Name eines jährlich stattfindenden, traditionsreichen US-amerikanischen Amateurboxturniers.
Der Begriff bezeichnet in der Regel die nationale Endrunde, wird aber auch für regionale Turniere wie zum Beispiel Intercity Golden Gloves, Chicago Golden Gloves oder New York Golden Gloves verwendet. Im Gegensatz zu vielen anderen renommierten Amateurturnieren findet die Veranstaltung an einem jährlich neu ausgewählten Austragungsort statt.
Teilnahmeberechtigt sind Amateurboxer im Alter von mindestens 16 Jahren, für Kinder und Jugendliche bis 15 Jahre gibt es ein ähnliches Turnier mit der Bezeichnung Silver Gloves.

## Geschichte
Arch Ward, Redakteur des Sportteils der Chicago Tribune, konzipierte im Jahr 1923 ein städtisches Boxturnier für Amateure. Die Gewinner erhielten als Trophäe eine goldene Boxhandschuhminiatur, die dem Turnier seinen Namen gab. 1924 wurde Boxen jedoch in Illinois verboten und so schien das Turnier eine einmalige Veranstaltung zu bleiben.
1927 gründete der Sportredakteur der New York Daily News Paul Gallico ein ähnliches Turnier und gab ihm den Namen Golden Gloves. Im selben Jahr wurde das Boxverbot in Illinois aufgehoben und infolgedessen auch das Turnier in Chicago wiederbelebt. Man vereinbarte ein Treffen der jeweiligen Turniersieger, um den nationalen Golden Gloves Champion zu krönen.
1932 wurde das „Golden Gloves“-Turnier erweitert, um auch Teilnehmer aus anderen Städten die Möglichkeit zur Beteiligung zu geben. Im ersten Jahr nahmen daraufhin 38 Mannschaften teil. Heute wird der Wettbewerb von der Golden Gloves Association of America veranstaltet.

## Bekannte Turniersieger
| - Chris Arreola – 2001 - Duane Bobick – 1972 - Calvin Brock – 1998 - Michael Carbajal – 1986 - Ezzard Charles – 1939 - Cassius Clay – 1959, 1960 - DeMarcus Corley – 1995 - Steve Cunningham – 1998 - Donald Curry – 1980 - Óscar de la Hoya – 1989 - Michael Dokes – 1976 - Larry Donald – 1989, 1990 - Jimmy Ellis – 1961 - Marvis Frazier – 1979 - Allan Green – 2002 - Dominick Guinn – 1997, 1999 - William Guthrie – 1985 - Anthony Hanshaw – 1998 - Demetrius Hopkins – 1999 | - Thomas Hearns – 1977 - Virgil Hill – 1984 - Evander Holyfield – 1984 - Derrick Jefferson – 1994 - Roy Jones Jr. – 1986, 1987 - Sugar Ray Leonard – 1973, 1974 - Frank Liles – 1986 - Sonny Liston – 1952 - Joe Louis – 1934 - Orlando Maldonado – 1977 - Joey Maxim – 1940 - Floyd Mayweather Jr. – 1993, 1994, 1996 - Mike McCallum – 1977, 1979 - Wilbert McClure – 1958 - Byron Mitchell – 1996 - Orlin Norris – 1986 - Fres Oquendo – 1993 - Greg Page – 1978 - Sechew Powell – 2000 | - Aaron Pryor – 1975, 1976 - Jerry Quarry – 1965 - Barney Ross – 1929 - Ed Sanders – 1952 - Cory Spinks – 1997 - Michael Spinks – 1974, 1976 - Johnny Tapia – 1983, 1985 - Antonio Tarver – 1994 - Jermain Taylor – 1998, 1999 - Meldrick Taylor – 1982 - Ernie Terrell – 1957 - Anthony Thompson – 2000 - Mike Tyson – 1984 - Brian Viloria – 1999 - Travis Walker – 2003 - Lance Whitaker – 1993 - Jeremy Williams – 1991 - Chazz Witherspoon – 2004 - DaVarryl Williamson – 1996, 1999 |